# شان اوترسون
شان اوترسون (انگلیسی: Shaun Utterson؛ زادهٔ ۲ فوریهٔ ۱۹۹۰) بازیکن فوتبال اهل بریتانیا است.
از باشگاه‌هایی که در آن بازی کرده‌است می‌توان به باشگاه فوتبال بلیث اسپارتانس اشاره کرد.